# LaShawn Daniels
LaShawn Daniels, född 28 december 1977 i Newark, New Jersey, död 3 september 2019 nära Rock Hill, South Carolina, var en amerikansk låtskrivare som fick sitt inträde i musikbranschen tillsammans med Rodney "Darkchild" Jerkins. Han är känd för sina arbeten med Jennifer Lopez, Brandy och Toni Braxton.